# Klaudiusz Neron Juliusz Cezar
Klaudiusz Neron Juliusz Cezar łac. Claudius Nero Iulius Caesar Germanicus (ur. 6, zm. 30) – blisko spokrewniony z cesarzami z dynastii julijsko-klaudyjskiej, syn Germanika i Agrypiny Starszej. Jego młodszym bratem był późniejszy cesarz Kaligula.
26 maja 17 n.e. wraz z rodzeństwem brał udział w triumfie swojego ojca, Germanika, za zwycięstwa nad Cheruskami i Chattami. Po odjeździe Germanika i Agrypiny na Wschód pozostał w Rzymie. W 20 n.e. wyjechał na spotkanie matki, wracającej do Rzymu z prochami Germanika, do Tarracyny. W tym też roku przywdział togę męską (toga virilis). Na wniosek Tyberiusza senat zezwolił Neronowi ubiegać się o kwesturę na pięć lat przed uzyskaniem przewidywanego prawem wieku. Otrzymał też godność arcykapłana.
Dzień pierwszego wystąpienia  w życiu politycznym Nerona i jego młodszego brata, Druzusa, cesarz Tyberiusz uczcił darem pieniężnym dla ludu.
Neron był zaręczony z Junią, córką Metellusa Sylanusa, namiestnika Syrii. Małżeństwo nie doszło do skutku z powodu śmierci Junii.
Został pierwszym mężem Julii Heleny wnuczki Tyberiusza, od 20 roku n.e. do rozwodu w 29. Po  śmierci syna Druzusa w 23 n.e., Tyberiusz przyprowadził do senatu Nerona i jego brata Druzusa, polecając ich opiece senatorów, wskazując ich jako swoich następców. Neron wygłosił mowę pochwalną nad zwłokami swojego teścia, syna cesarza. W 24 n.e. pontyficy zarządzili podjęcie takich samych modłów i złożenie ofiar za Nerona i Druzusa, jak za cesarza Tyberiusza. W związku z tym cesarz wystąpił w senacie z mową, w której wyraził opinię, że takie oznaki czci należą się tylko osobom wiekowym i zasłużonym. Był to sygnał dla senatorów, że zmienia się nastawienie cesarza do synów Agrypiny. W 26 n.e. Neron był kwestorem.
Sejan w swoim dążeniu do władzy pracował potajemnie nad doprowadzeniem do zguby Nerona. Młody człowiek został otoczony szpiegami i prowokatorami, którzy podjudzali go do nierozważnych wypowiedzi, o których informowali następnie Tyberiusza. W interesie Sejana działała też żona Nerona, która donosiła o wszystkim swojej matce Liwilli, kochance Sejana, jak i jego brat Druzus, omamiony nadzieją panowania po usunięciu starszego brata. Niedługo po śmierci Liwii, a respekt do matki powstrzymywał jak dotąd cesarza przed najgorszymi czynami, Tyberiusz wysłał list do senatu, w którym oskarżał Agrypinę i Nerona w bardzo ostrych słowach, chociaż nie zarzucał im dążenia do zbrojnego przewrotu. Senat nie podjął w pierwszym dniu żadnej uchwały w tej sprawie, niepewny co do intencji cesarza. Wokół budynku senatu zbierał się też lud rzymski, niosąc portrety Nerona i Agrypiny i wołając, że list niosący zgubę domowi Germanika jest sfałszowany. Tyberiusz poczuł się zmuszony ponowić swoje oskarżenia i tym razem Senat nie odważył się opierać.
Neron został ogłoszony wrogiem państwa, na rozkaz cesarza Tyberiusza został zesłany na wyspę Poncję (dziś Ponza) i albo zamorzony głodem albo zmuszony do samobójstwa. Na początku panowania Kaliguli w 37 n.e. szczątki Klaudiusza Nerona sprowadzono do Rzymu i pochowano w Mauzoleum Augusta.
Wywód przodków:
| 4. Druzus Starszy        |  |                      |  |  |                                  |
|                          |  | 2. Germanik          |  |  |                                  |
| 5. Antonia Młodsza       |  |                      |  |  |                                  |
|                          |  |                      |  |  | 1. Klaudiusz Neron Juliusz Cezar |
| 6. Marek Agrypa          |  |                      |  |  |                                  |
|                          |  | 3. Agryppina Starsza |  |  |                                  |
| 7. Julia (córka Augusta) |  |                      |  |  |                                  |
|                          |  |                      |  |  |                                  |